# Schwartzkopffstraße (stacja metra)
Schwartzkopffstraße – stacja metra w Berlinie na linii U6, w dzielnicy Mitte, w okręgu administracyjnym Mitte. Stacja została otwarta w 1923.